# Orken
Orken ist ein Stadtteil von Grevenbroich im nordrhein-westfälischen Rhein-Kreis Neuss. Er hat 4231 Einwohner (Stand: 31. Dezember 2022).

## Lage
Orken liegt unmittelbar nördlich des Stadtteils Elsen. Östlich von Orken befindet sich die Eisenbahnlinie Neuss–Grevenbroich–Bedburg–Bergheim und der Stadtwald. Nördlich befindet sich die Ortschaft Noithausen. Östlich grenzt Orken an die Grevenbroicher Stadtmitte.

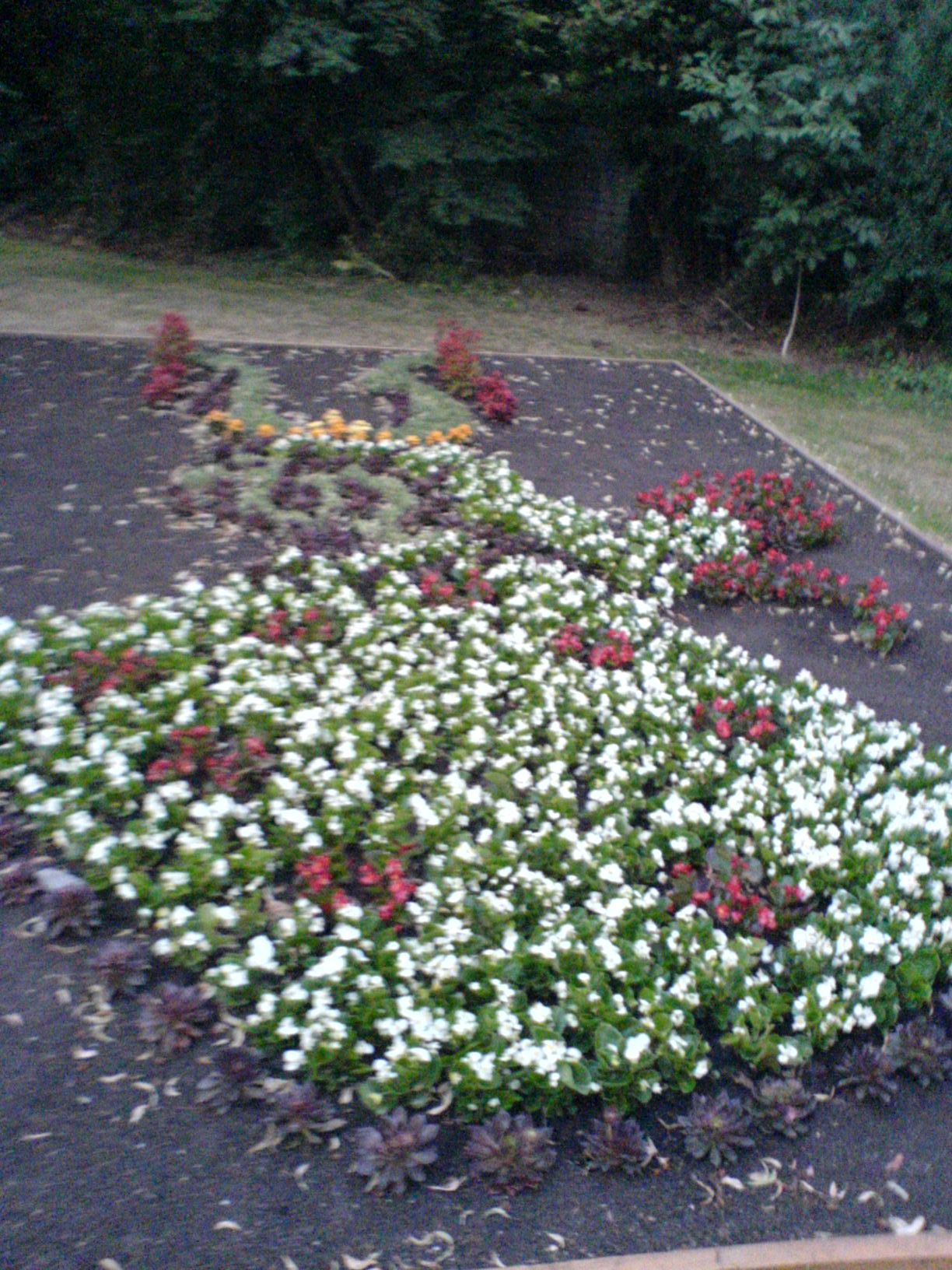
Orkener Wappen (hier im Orkener Park)

## Geschichte

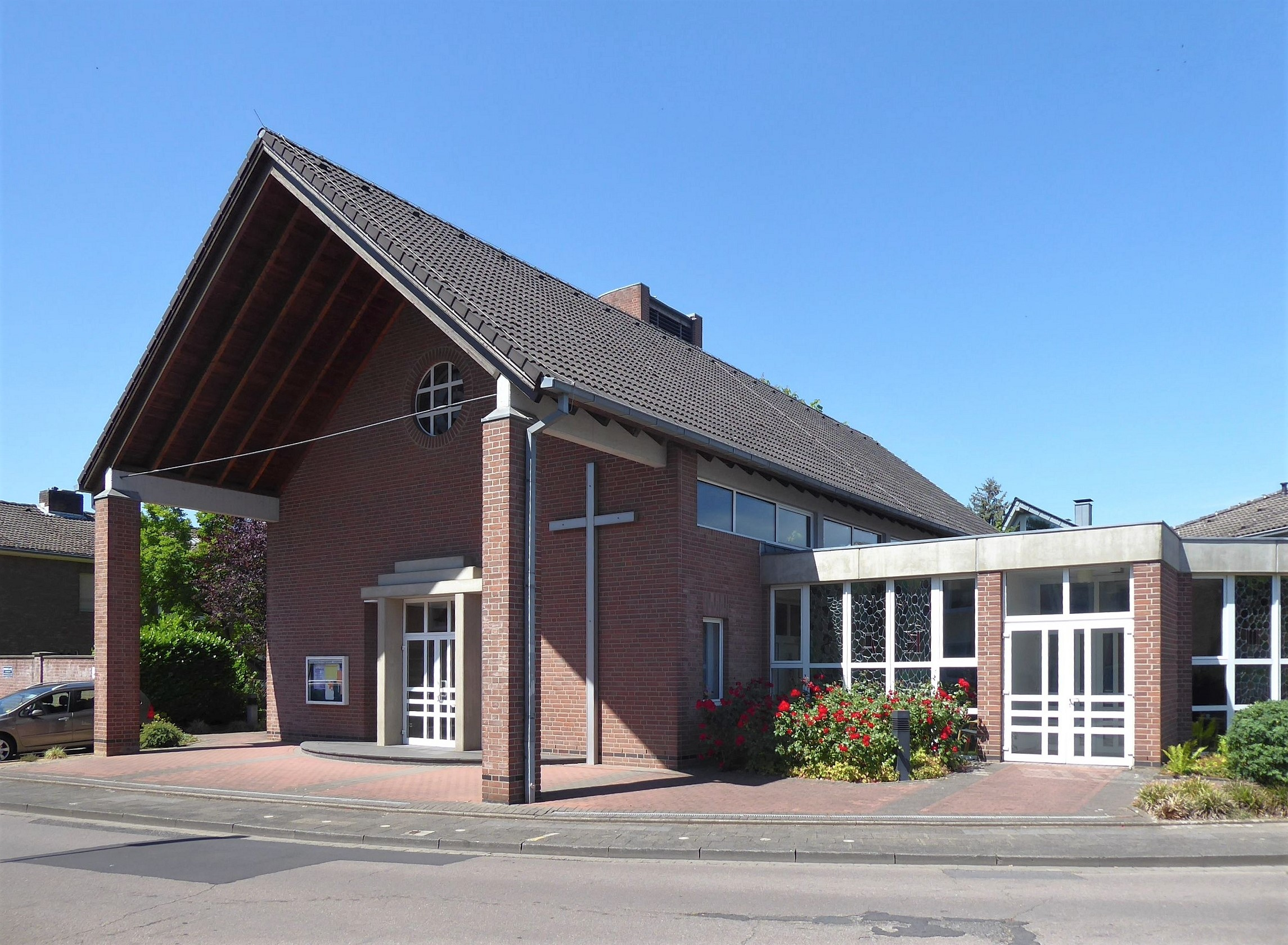
Die evangelische Lukaskirche

Seit dem Mittelalter gehörte Orken zur Deutsch-Ordens-Herrschaft Elsen. 1794 wurde der Ort von französischen Truppen besetzt und kam an die Mairie Grevenbroich im Arrondissement de Cologne im Département de la Roer. 1815 kam der Ort an das Königreich Preußen und 1816 an den Kreis Grevenbroich im Regierungsbezirk Düsseldorf.

### Religion
Die evangelische Kirche ist die Lukas-Kirche.
Der überwiegende Teil der Bevölkerung ist jedoch römisch-katholisch. Die eine Hälfte des Ortes gehört zur Pfarrgemeinde St. Stephanus Elsen, die andere Hälfte zur Pfarrgemeinde St. Mariä Geburt Noithausen. Die Grenze zwischen den beiden Pfarrgemeinden ist in der Höhe der Berliner Straße.

## Wirtschaft und Infrastruktur

### Bevölkerungsentwicklung
| Jahr        | 2010  | 2013  | 2014  | 2015  | 2016  | 2017  | 2018  | 2021  | 2022  |
| ----------- | ----- | ----- | ----- | ----- | ----- | ----- | ----- | ----- | ----- |
| Bevölkerung | 4.364 | 4.251 | 4.111 | 4.042 | 4.151 | 4.158 | 4.208 | 4.233 | 4.231 |

### Öffentliche Einrichtungen
Die Ortschaft verfügt über einen Kindergarten und eine Gesamtschule, die Wilhelm-von-Humboldt Gesamtschule.

### Verkehr
Die nächste Anschlussstelle ist Grevenbroich an der A 46.
Südlich von Orken befindet sich der Bahnhof Grevenbroich, der an den Strecken Neuss–Bergheim–Horrem–Köln-Deutz und Mönchengladbach–Rommerskirchen–Köln–Bonn–Koblenz liegt.
Von Orken/Elsen aus kann man durch einen neuen Fußgängertunnel den Bahnhof ohne Probleme erreichen.

### Vereine
1874 wurde der Bürgerschützenverein Orken 1874 e. V., 1896 der Turnverein Orken e. V. 1896, 1898 das Tambourcorps 1898 Orken, 1911 die SG Orken Noithausen 1911 e. V., 1948 der Karnevalsverein GKG „Grielächer“ Blau-Weiss Orken gegründet.
Am vierten Sonntag im Juli findet das traditionelle Schützenfest des Bürgerschützenverein Orken 1874 e. V. statt.